# Aire d'attraction de Saint-Quentin
L'aire d'attraction de Saint-Quentin est une aire d'attraction des Hauts-de-France, centrée sur la ville de Saint-Quentin.
Elle est un zonage d'étude défini par l'Insee pour caractériser l'influence de la commune de Saint-Quentin sur les communes environnantes. Publiée en octobre 2020, elle se substitue à l'aire urbaine de Saint-Quentin, dont le dernier zonage remontait à 2010.

## Définition
L'aire d'attraction d'une ville est composée d'un pôle, défini à partir de critères de population et d’emploi ainsi que d’une couronne constituée des communes dont au moins 15 % des actifs travaillent dans le pôle. Le pôle d'attraction constitue ainsi un point de convergence des déplacements domicile-travail,.

## Type et composition
L'aire de Saint-Quentin est une aire inter-départementale qui comporte 120 communes. Saint-Quentin en est la commune-centre.
Elle est catégorisée dans les aires de 50 000 à moins de 200 000 habitants, une catégorie qui regroupe 29,4 % de la population des Hauts-de-France et 12,2 % au niveau national. L'aire d'attraction de Soissons est la 13e aire régionale des Hauts-de-France, représentant 2,0 % de la population régionale.

### Carte

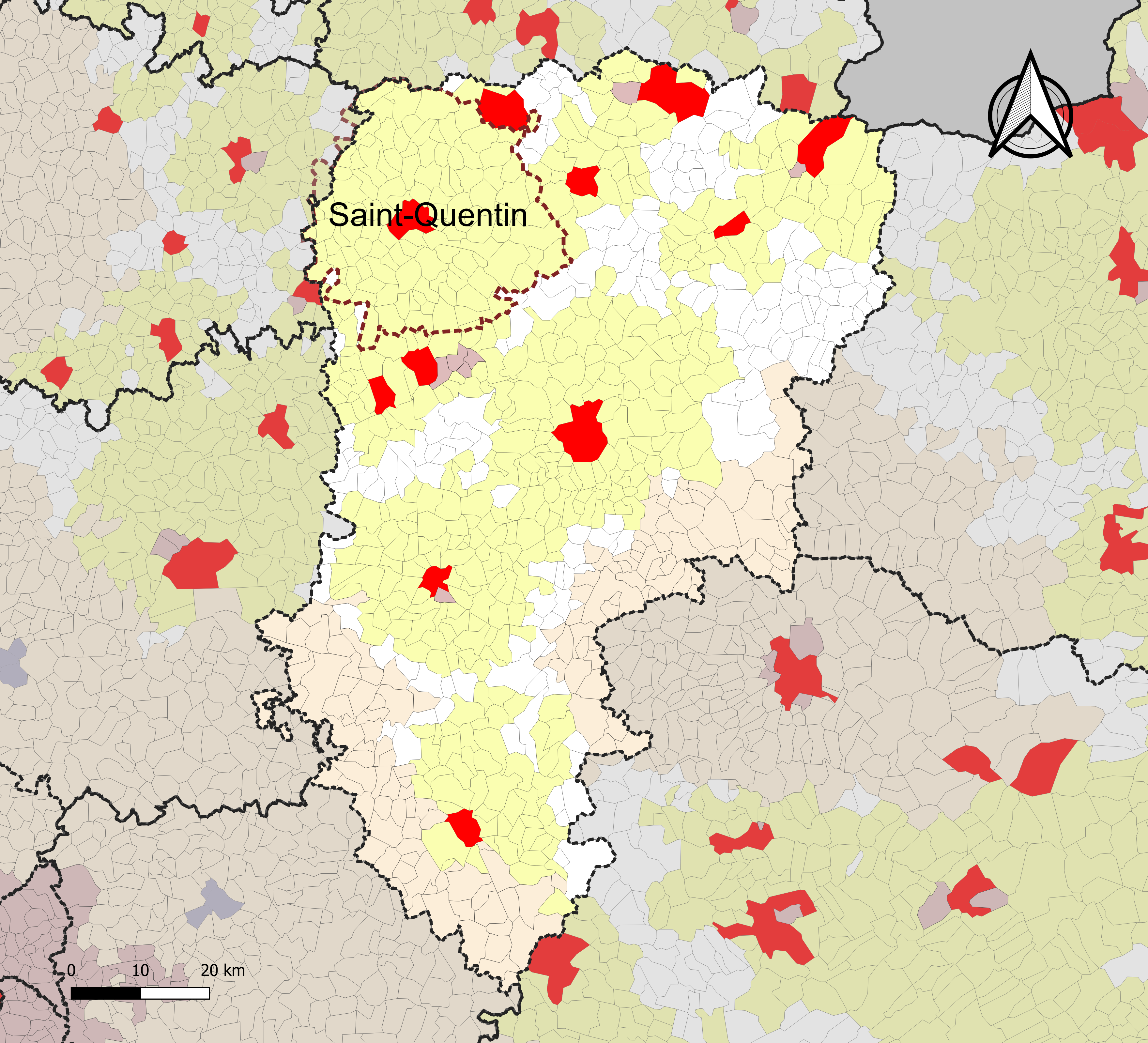
Carte de localisation l'aire d'attraction de Saint-Quentin dans le département de l'Aisne.

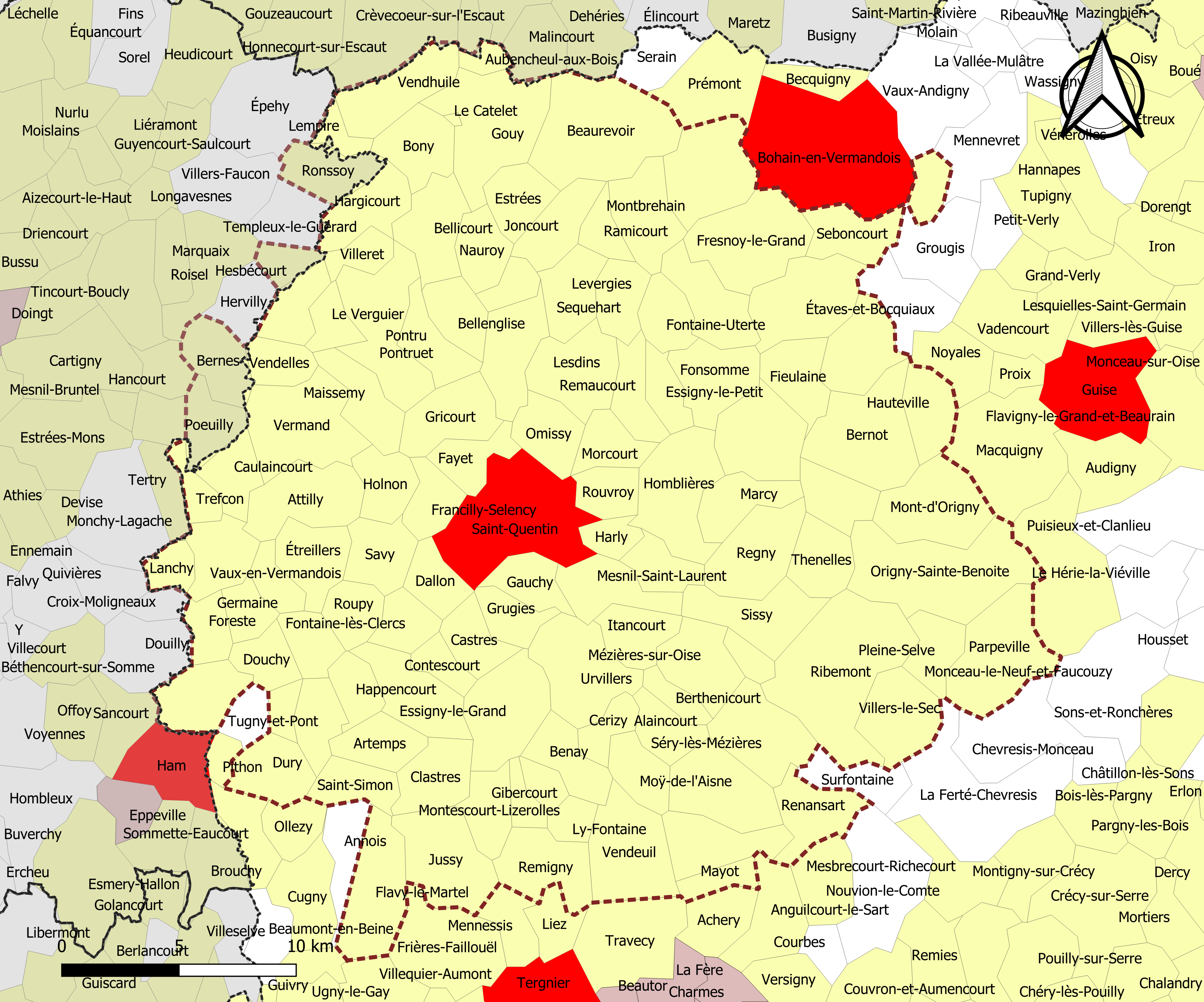
Carte de l'aire d'attraction de Saint-Quentin.
Commune-centre
Commune du pôle principal
Commune de la couronne

### Composition communale
Les 120 communes de l'aire attractive de Saint-Quentin et leur population municipale en 2022 : 
| Nom                            | Code Insee | Département | Statut                 | Superficie (km2) | Population (dernière pop. légale) | Densité (hab./km2) | Modifier                                    |
| ------------------------------ | ---------- | ----------- | ---------------------- | ---------------- | --------------------------------- | ------------------ | ------------------------------------------- |
| Saint-Quentin (commune-centre) | 02691      | Aisne       | commune-centre         | 22,56            | 52 995 (2022)                     | 2 349              | modifier les données · modifier les données |
| Alaincourt                     | 02009      | Aisne       | commune de la couronne | 5,90             | 522 (2022)                        | 88                 | modifier les données · modifier les données |
| Artemps                        | 02025      | Aisne       | commune de la couronne | 6,31             | 363 (2022)                        | 58                 | modifier les données · modifier les données |
| Attilly                        | 02029      | Aisne       | commune de la couronne | 11,81            | 345 (2022)                        | 29                 | modifier les données · modifier les données |
| Aubencheul-aux-Bois            | 02030      | Aisne       | commune de la couronne | 2,11             | 243 (2022)                        | 115                | modifier les données · modifier les données |
| Beaurevoir                     | 02057      | Aisne       | commune de la couronne | 21,73            | 1 324 (2022)                      | 61                 | modifier les données · modifier les données |
| Beauvois-en-Vermandois         | 02060      | Aisne       | commune de la couronne | 7,51             | 257 (2022)                        | 34                 | modifier les données · modifier les données |
| Bellenglise                    | 02063      | Aisne       | commune de la couronne | 6,40             | 379 (2022)                        | 59                 | modifier les données · modifier les données |
| Bellicourt                     | 02065      | Aisne       | commune de la couronne | 9,77             | 561 (2022)                        | 57                 | modifier les données · modifier les données |
| Benay                          | 02066      | Aisne       | commune de la couronne | 6,81             | 188 (2022)                        | 28                 | modifier les données · modifier les données |
| Bernot                         | 02070      | Aisne       | commune de la couronne | 16,56            | 434 (2022)                        | 26                 | modifier les données · modifier les données |
| Berthenicourt                  | 02075      | Aisne       | commune de la couronne | 3,07             | 198 (2022)                        | 64                 | modifier les données · modifier les données |
| Bony                           | 02100      | Aisne       | commune de la couronne | 7,98             | 139 (2022)                        | 17                 | modifier les données · modifier les données |
| Brancourt-le-Grand             | 02112      | Aisne       | commune de la couronne | 13,14            | 558 (2022)                        | 42                 | modifier les données · modifier les données |
| Bray-Saint-Christophe          | 02117      | Aisne       | commune de la couronne | 2,88             | 65 (2022)                         | 23                 | modifier les données · modifier les données |
| Brissay-Choigny                | 02123      | Aisne       | commune de la couronne | 8,98             | 297 (2022)                        | 33                 | modifier les données · modifier les données |
| Brissy-Hamégicourt             | 02124      | Aisne       | commune de la couronne | 12,38            | 653 (2022)                        | 53                 | modifier les données · modifier les données |
| Castres                        | 02142      | Aisne       | commune de la couronne | 5,71             | 247 (2022)                        | 43                 | modifier les données · modifier les données |
| Le Catelet                     | 02143      | Aisne       | commune de la couronne | 0,41             | 185 (2022)                        | 451                | modifier les données · modifier les données |
| Caulaincourt                   | 02144      | Aisne       | commune de la couronne | 5,96             | 144 (2022)                        | 24                 | modifier les données · modifier les données |
| Cerizy                         | 02149      | Aisne       | commune de la couronne | 4,00             | 59 (2022)                         | 15                 | modifier les données · modifier les données |
| Châtillon-sur-Oise             | 02170      | Aisne       | commune de la couronne | 2,62             | 125 (2022)                        | 48                 | modifier les données · modifier les données |
| Clastres                       | 02199      | Aisne       | commune de la couronne | 8,24             | 590 (2022)                        | 72                 | modifier les données · modifier les données |
| Contescourt                    | 02214      | Aisne       | commune de la couronne | 3,42             | 61 (2022)                         | 18                 | modifier les données · modifier les données |
| Croix-Fonsomme                 | 02240      | Aisne       | commune de la couronne | 9,37             | 187 (2022)                        | 20                 | modifier les données · modifier les données |
| Dallon                         | 02257      | Aisne       | commune de la couronne | 5,81             | 431 (2022)                        | 74                 | modifier les données · modifier les données |
| Douchy                         | 02270      | Aisne       | commune de la couronne | 5,05             | 159 (2022)                        | 31                 | modifier les données · modifier les données |
| Dury                           | 02273      | Aisne       | commune de la couronne | 7,74             | 194 (2022)                        | 25                 | modifier les données · modifier les données |
| Essigny-le-Grand               | 02287      | Aisne       | commune de la couronne | 13,38            | 1 063 (2022)                      | 79                 | modifier les données · modifier les données |
| Essigny-le-Petit               | 02288      | Aisne       | commune de la couronne | 4,53             | 351 (2022)                        | 77                 | modifier les données · modifier les données |
| Estrées                        | 02291      | Aisne       | commune de la couronne | 7,04             | 408 (2022)                        | 58                 | modifier les données · modifier les données |
| Étaves-et-Bocquiaux            | 02293      | Aisne       | commune de la couronne | 13,68            | 546 (2022)                        | 40                 | modifier les données · modifier les données |
| Étreillers                     | 02296      | Aisne       | commune de la couronne | 8,69             | 1 176 (2022)                      | 135                | modifier les données · modifier les données |
| Fayet                          | 02303      | Aisne       | commune de la couronne | 5,86             | 711 (2022)                        | 121                | modifier les données · modifier les données |
| Fieulaine                      | 02310      | Aisne       | commune de la couronne | 7,74             | 249 (2022)                        | 32                 | modifier les données · modifier les données |
| Flavy-le-Martel                | 02315      | Aisne       | commune de la couronne | 12,83            | 1 698 (2022)                      | 132                | modifier les données · modifier les données |
| Fluquières                     | 02317      | Aisne       | commune de la couronne | 5,24             | 198 (2022)                        | 38                 | modifier les données · modifier les données |
| Fonsomme                       | 02319      | Aisne       | commune de la couronne | 9,60             | 517 (2022)                        | 54                 | modifier les données · modifier les données |
| Fontaine-lès-Clercs            | 02320      | Aisne       | commune de la couronne | 5,33             | 230 (2022)                        | 43                 | modifier les données · modifier les données |
| Fontaine-Notre-Dame            | 02322      | Aisne       | commune de la couronne | 11,90            | 379 (2022)                        | 32                 | modifier les données · modifier les données |
| Fontaine-Uterte                | 02323      | Aisne       | commune de la couronne | 5,77             | 135 (2022)                        | 23                 | modifier les données · modifier les données |
| Foreste                        | 02327      | Aisne       | commune de la couronne | 4,94             | 164 (2022)                        | 33                 | modifier les données · modifier les données |
| Francilly-Selency              | 02330      | Aisne       | commune de la couronne | 5,43             | 512 (2022)                        | 94                 | modifier les données · modifier les données |
| Fresnoy-le-Grand               | 02334      | Aisne       | commune de la couronne | 15,07            | 2 915 (2022)                      | 193                | modifier les données · modifier les données |
| Gauchy                         | 02340      | Aisne       | commune de la couronne | 6,24             | 5 197 (2022)                      | 833                | modifier les données · modifier les données |
| Germaine                       | 02343      | Aisne       | commune de la couronne | 4,54             | 84 (2022)                         | 19                 | modifier les données · modifier les données |
| Gibercourt                     | 02345      | Aisne       | commune de la couronne | 2,69             | 37 (2022)                         | 14                 | modifier les données · modifier les données |
| Gouy                           | 02352      | Aisne       | commune de la couronne | 17,60            | 570 (2022)                        | 32                 | modifier les données · modifier les données |
| Gricourt                       | 02355      | Aisne       | commune de la couronne | 9,92             | 1 000 (2022)                      | 101                | modifier les données · modifier les données |
| Grugies                        | 02359      | Aisne       | commune de la couronne | 5,08             | 1 248 (2022)                      | 246                | modifier les données · modifier les données |
| Happencourt                    | 02367      | Aisne       | commune de la couronne | 5,18             | 176 (2022)                        | 34                 | modifier les données · modifier les données |
| Hargicourt                     | 02370      | Aisne       | commune de la couronne | 8,12             | 551 (2022)                        | 68                 | modifier les données · modifier les données |
| Harly                          | 02371      | Aisne       | commune de la couronne | 3,76             | 1 563 (2022)                      | 416                | modifier les données · modifier les données |
| Lehaucourt                     | 02374      | Aisne       | commune de la couronne | 9,37             | 832 (2022)                        | 89                 | modifier les données · modifier les données |
| Hauteville                     | 02376      | Aisne       | commune de la couronne | 7,10             | 184 (2022)                        | 26                 | modifier les données · modifier les données |
| Hinacourt                      | 02380      | Aisne       | commune de la couronne | 3,09             | 28 (2022)                         | 9,1                | modifier les données · modifier les données |
| Holnon                         | 02382      | Aisne       | commune de la couronne | 6,37             | 1 350 (2022)                      | 212                | modifier les données · modifier les données |
| Homblières                     | 02383      | Aisne       | commune de la couronne | 14,29            | 1 425 (2022)                      | 100                | modifier les données · modifier les données |
| Itancourt                      | 02387      | Aisne       | commune de la couronne | 7,11             | 999 (2022)                        | 141                | modifier les données · modifier les données |
| Jeancourt                      | 02390      | Aisne       | commune de la couronne | 5,82             | 253 (2022)                        | 43                 | modifier les données · modifier les données |
| Joncourt                       | 02392      | Aisne       | commune de la couronne | 7,25             | 326 (2022)                        | 45                 | modifier les données · modifier les données |
| Jussy                          | 02397      | Aisne       | commune de la couronne | 13,37            | 1 186 (2022)                      | 89                 | modifier les données · modifier les données |
| Lanchy                         | 02402      | Aisne       | commune de la couronne | 3,69             | 38 (2022)                         | 10                 | modifier les données · modifier les données |
| Lempire                        | 02417      | Aisne       | commune de la couronne | 2,62             | 129 (2022)                        | 49                 | modifier les données · modifier les données |
| Lesdins                        | 02420      | Aisne       | commune de la couronne | 10,63            | 808 (2022)                        | 76                 | modifier les données · modifier les données |
| Levergies                      | 02426      | Aisne       | commune de la couronne | 7,67             | 541 (2022)                        | 71                 | modifier les données · modifier les données |
| Ly-Fontaine                    | 02446      | Aisne       | commune de la couronne | 3,47             | 118 (2022)                        | 34                 | modifier les données · modifier les données |
| Magny-la-Fosse                 | 02451      | Aisne       | commune de la couronne | 3,63             | 122 (2022)                        | 34                 | modifier les données · modifier les données |
| Maissemy                       | 02452      | Aisne       | commune de la couronne | 8,17             | 233 (2022)                        | 29                 | modifier les données · modifier les données |
| Marcy                          | 02459      | Aisne       | commune de la couronne | 7,30             | 152 (2022)                        | 21                 | modifier les données · modifier les données |
| Mayot                          | 02473      | Aisne       | commune de la couronne | 3,42             | 213 (2022)                        | 62                 | modifier les données · modifier les données |
| Mesnil-Saint-Laurent           | 02481      | Aisne       | commune de la couronne | 5,45             | 450 (2022)                        | 83                 | modifier les données · modifier les données |
| Mézières-sur-Oise              | 02483      | Aisne       | commune de la couronne | 9,59             | 508 (2022)                        | 53                 | modifier les données · modifier les données |
| Montbrehain                    | 02500      | Aisne       | commune de la couronne | 9,90             | 813 (2022)                        | 82                 | modifier les données · modifier les données |
| Mont-d'Origny                  | 02503      | Aisne       | commune de la couronne | 13,52            | 832 (2022)                        | 62                 | modifier les données · modifier les données |
| Montescourt-Lizerolles         | 02504      | Aisne       | commune de la couronne | 6,29             | 1 619 (2022)                      | 257                | modifier les données · modifier les données |
| Montigny-en-Arrouaise          | 02511      | Aisne       | commune de la couronne | 9,77             | 317 (2022)                        | 32                 | modifier les données · modifier les données |
| Morcourt                       | 02525      | Aisne       | commune de la couronne | 6,07             | 545 (2022)                        | 90                 | modifier les données · modifier les données |
| Moÿ-de-l'Aisne                 | 02532      | Aisne       | commune de la couronne | 6,26             | 986 (2022)                        | 158                | modifier les données · modifier les données |
| Nauroy                         | 02539      | Aisne       | commune de la couronne | 6,27             | 672 (2022)                        | 107                | modifier les données · modifier les données |
| Neuville-Saint-Amand           | 02549      | Aisne       | commune de la couronne | 8,26             | 857 (2022)                        | 104                | modifier les données · modifier les données |
| Neuvillette                    | 02552      | Aisne       | commune de la couronne | 6,44             | 180 (2022)                        | 28                 | modifier les données · modifier les données |
| Omissy                         | 02571      | Aisne       | commune de la couronne | 7,09             | 679 (2022)                        | 96                 | modifier les données · modifier les données |
| Origny-Sainte-Benoite          | 02575      | Aisne       | commune de la couronne | 23,30            | 1 612 (2022)                      | 69                 | modifier les données · modifier les données |
| Parpeville                     | 02592      | Aisne       | commune de la couronne | 15,82            | 192 (2022)                        | 12                 | modifier les données · modifier les données |
| Pleine-Selve                   | 02605      | Aisne       | commune de la couronne | 6,05             | 191 (2022)                        | 32                 | modifier les données · modifier les données |
| Pontru                         | 02614      | Aisne       | commune de la couronne | 14,98            | 281 (2022)                        | 19                 | modifier les données · modifier les données |
| Pontruet                       | 02615      | Aisne       | commune de la couronne | 6,75             | 352 (2022)                        | 52                 | modifier les données · modifier les données |
| Ramicourt                      | 02635      | Aisne       | commune de la couronne | 3,82             | 147 (2022)                        | 38                 | modifier les données · modifier les données |
| Regny                          | 02636      | Aisne       | commune de la couronne | 11,89            | 193 (2022)                        | 16                 | modifier les données · modifier les données |
| Remaucourt                     | 02637      | Aisne       | commune de la couronne | 6,35             | 278 (2022)                        | 44                 | modifier les données · modifier les données |
| Remigny                        | 02639      | Aisne       | commune de la couronne | 10,07            | 341 (2022)                        | 34                 | modifier les données · modifier les données |
| Renansart                      | 02640      | Aisne       | commune de la couronne | 8,71             | 149 (2022)                        | 17                 | modifier les données · modifier les données |
| Ribemont                       | 02648      | Aisne       | commune de la couronne | 26,91            | 1 909 (2022)                      | 71                 | modifier les données · modifier les données |
| Roupy                          | 02658      | Aisne       | commune de la couronne | 5,90             | 238 (2022)                        | 40                 | modifier les données · modifier les données |
| Rouvroy                        | 02659      | Aisne       | commune de la couronne | 5,05             | 507 (2022)                        | 100                | modifier les données · modifier les données |
| Saint-Simon                    | 02694      | Aisne       | commune de la couronne | 6,34             | 598 (2022)                        | 94                 | modifier les données · modifier les données |
| Savy                           | 02702      | Aisne       | commune de la couronne | 7,49             | 612 (2022)                        | 82                 | modifier les données · modifier les données |
| Seboncourt                     | 02703      | Aisne       | commune de la couronne | 11,80            | 1 085 (2022)                      | 92                 | modifier les données · modifier les données |
| Sequehart                      | 02708      | Aisne       | commune de la couronne | 6,38             | 211 (2022)                        | 33                 | modifier les données · modifier les données |
| Seraucourt-le-Grand            | 02710      | Aisne       | commune de la couronne | 10,56            | 714 (2022)                        | 68                 | modifier les données · modifier les données |
| Séry-lès-Mézières              | 02717      | Aisne       | commune de la couronne | 11,51            | 602 (2022)                        | 52                 | modifier les données · modifier les données |
| Sissy                          | 02721      | Aisne       | commune de la couronne | 10,76            | 490 (2022)                        | 46                 | modifier les données · modifier les données |
| Thenelles                      | 02741      | Aisne       | commune de la couronne | 6,99             | 542 (2022)                        | 78                 | modifier les données · modifier les données |
| Trefcon                        | 02747      | Aisne       | commune de la couronne | 4,02             | 81 (2022)                         | 20                 | modifier les données · modifier les données |
| Tugny-et-Pont                  | 02752      | Aisne       | commune de la couronne | 5,89             | 283 (2022)                        | 48                 | modifier les données · modifier les données |
| Urvillers                      | 02756      | Aisne       | commune de la couronne | 13,69            | 688 (2022)                        | 50                 | modifier les données · modifier les données |
| Vaux-en-Vermandois             | 02772      | Aisne       | commune de la couronne | 3,85             | 142 (2022)                        | 37                 | modifier les données · modifier les données |
| Vendelles                      | 02774      | Aisne       | commune de la couronne | 5,28             | 122 (2022)                        | 23                 | modifier les données · modifier les données |
| Vendeuil                       | 02775      | Aisne       | commune de la couronne | 14,45            | 926 (2022)                        | 64                 | modifier les données · modifier les données |
| Vendhuile                      | 02776      | Aisne       | commune de la couronne | 10,96            | 574 (2022)                        | 52                 | modifier les données · modifier les données |
| Le Verguier                    | 02782      | Aisne       | commune de la couronne | 4,28             | 215 (2022)                        | 50                 | modifier les données · modifier les données |
| Vermand                        | 02785      | Aisne       | commune de la couronne | 15,75            | 1 102 (2022)                      | 70                 | modifier les données · modifier les données |
| Villeret                       | 02808      | Aisne       | commune de la couronne | 3,95             | 268 (2022)                        | 68                 | modifier les données · modifier les données |
| Villers-le-Sec                 | 02813      | Aisne       | commune de la couronne | 10,57            | 256 (2022)                        | 24                 | modifier les données · modifier les données |
| Villers-Saint-Christophe       | 02815      | Aisne       | commune de la couronne | 8,99             | 419 (2022)                        | 47                 | modifier les données · modifier les données |
| Bernes                         | 80088      | Somme       | commune de la couronne | 7,61             | 354 (2022)                        | 47                 | modifier les données · modifier les données |
| Hesbécourt                     | 80435      | Somme       | commune de la couronne | 3,62             | 49 (2022)                         | 14                 | modifier les données · modifier les données |
| Pœuilly                        | 80629      | Somme       | commune de la couronne | 6,22             | 104 (2022)                        | 17                 | modifier les données · modifier les données |
| Ronssoy                        | 80679      | Somme       | commune de la couronne | 7,53             | 578 (2022)                        | 77                 | modifier les données · modifier les données |